# Gottfried Seemann

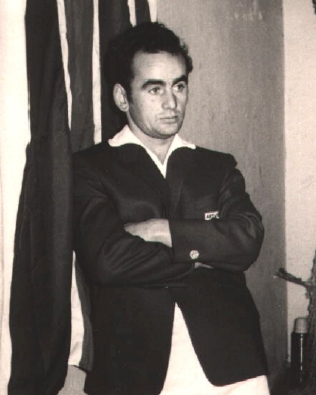
Gottfried Seemann Mitte der 1960er

Gottfried Seemann (* 28. April 1940 in Klein Tschernosek) ist ein ehemaliger deutscher Badmintonspieler.

## Sportliche Karriere
Gottfried „Friedel“ Seemann war der dominierende Badmintonspieler in den Anfangsjahren des ostdeutschen Badmintonsports. Von 1960 bis 1967 blieb er in allen wichtigen Wettkämpfen im Herreneinzel ungeschlagen und erkämpfte sich von 1961 bis 1967 alle DDR-Meistertitel in dieser Disziplin. Hinzu kamen 11 Mannschaftstitel mit Aktivist Tröbitz, davon 10 in Folge von 1962 bis 1971 sowie 5 Titel im Mixed mit Rita Gerschner und 6 Titel im Doppel (fünf mit Erich Wilde und einer mit seinem Cousin Gerolf Seemann).
1964 heiratete er seine langjährige Mixed-Partnerin und Mannschaftskollegin Annemarie Fritzsche.
Gottfried Seemann war noch bis Mitte der 1980er Jahre bei den Altersklassenmeisterschaften der DDR aktiv, wo er auch jeweils zwei Silbermedaillen im Einzel und im Doppel (mit Joachim Schimpke) erkämpfen konnte.
Er lebt noch heute in Schilda und hält sich beim Kegeln fit.

## Sportliche Erfolge
| Veranstaltung                   | Saison    | Disziplin    | Platz | Sieger |
| ------------------------------- | --------- | ------------ | ----- | --- |
| DDR-Mannschaftsmeisterschaft    | 1959/1960 | Mannschaft   | 1     | Aktivist Tröbitz (Gottfried Seemann, Annemarie Fritzsche, Gerolf Seemann, Joachim Ecknig, Helga Krüger, Hans Bräuer, Klaus Vogel, Ina Peuten)                                                                        |
| DDR-Einzelmeisterschaft         | 1960/1961 | Herrendoppel | 1     | Gottfried Seemann / Gerolf Seemann (Aktivist Tröbitz) |
| DDR-Einzelmeisterschaft         | 1960/1961 | Herreneinzel | 1     | Gottfried Seemann (Aktivist Tröbitz) |
| DDR-Einzelmeisterschaft         | 1960/1961 | Mixed        | 3     | Annemarie Fritzsche / Gottfried Seemann (Aktivist Tröbitz) |
| DDR-Mannschaftsmeisterschaft    | 1960/1961 | Mannschaft   | 2     | Aktivist Tröbitz (Gottfried Seemann, Hans Bräuer, Joachim Ecknig, Klaus Katzor, Gerolf Seemann, Annemarie Fritzsche, Helga Krüger)                                                                                   |
| DDR-Einzelmeisterschaft         | 1961/1962 | Herrendoppel | 3     | Gottfried Seemann / Gerolf Seemann (Aktivist Tröbitz) |
| DDR-Einzelmeisterschaft         | 1961/1962 | Herreneinzel | 1     | Gottfried Seemann (Aktivist Tröbitz) |
| DDR-Mannschaftsmeisterschaft    | 1961/1962 | Mannschaft   | 1     | Aktivist Tröbitz (Gottfried Seemann, Gerolf Seemann, Peter Schurig, Erich Wilde, Klaus Katzor, Annemarie Fritzsche, Rita Gerschner, Helga Krüger)                                                                    |
| DDR-Einzelmeisterschaft         | 1962/1963 | Herreneinzel | 1     | Gottfried Seemann (Aktivist Tröbitz) |
| DDR-Einzelmeisterschaft         | 1962/1963 | Herrendoppel | 1     | Gottfried Seemann / Erich Wilde (Aktivist Tröbitz) |
| DDR-Einzelmeisterschaft         | 1962/1963 | Mixed        | 1     | Gottfried Seemann / Rita Gerschner (Aktivist Tröbitz) |
| DDR-Mannschaftsmeisterschaft    | 1962/1963 | Mannschaft   | 1     | Aktivist Tröbitz (Gottfried Seemann, Gerolf Seemann, Erich Wilde, Klaus Katzor, Annemarie Fritzsche, Rita Gerschner)                                                                                                 |
| DDR-Einzelmeisterschaft         | 1963/1964 | Herrendoppel | 1     | Gottfried Seemann / Erich Wilde (Aktivist Tröbitz) |
| DDR-Einzelmeisterschaft         | 1963/1964 | Herreneinzel | 1     | Gottfried Seemann (Aktivist Tröbitz) |
| DDR-Mannschaftsmeisterschaft    | 1963/1964 | Mannschaft   | 1     | Aktivist Tröbitz (Gottfried Seemann, Gerolf Seemann, Erich Wilde, Klaus Katzor, Annemarie Fritzsche, Rita Gerschner, Gitta Rost)                                                                                     |
| DDR-Einzelmeisterschaft         | 1963/1964 | Mixed        | 1     | Gottfried Seemann / Rita Gerschner (Aktivist Tröbitz) |
| DDR-Mannschaftsmeisterschaft    | 1964/1965 | Mannschaft   | 1     | Aktivist Tröbitz (Gottfried Seemann, Gerolf Seemann, Erich Wilde, Klaus Katzor, Heinz Glormus, Gerhard Dietze, Peter Schurig, Gotthard Girke, Marlies Bissendorf, Gitta Rost, Annemarie Fritzsche, Rita Gerschner)   |
| DDR-Einzelmeisterschaft         | 1964/1965 | Herreneinzel | 1     | Gottfried Seemann (Aktivist Tröbitz) |
| DDR-Einzelmeisterschaft         | 1964/1965 | Herrendoppel | 1     | Gottfried Seemann / Erich Wilde (Aktivist Tröbitz) |
| DDR-Einzelmeisterschaft         | 1964/1965 | Mixed        | 1     | Gottfried Seemann / Rita Gerschner (Aktivist Tröbitz) |
| DDR-Mannschaftsmeisterschaft    | 1965/1966 | Mannschaft   | 1     | Aktivist Tröbitz (Gottfried Seemann, Joachim Schimpke, Gerolf Seemann, Peter Schurig, Erich Wilde, Klaus Katzor, Rita Gerschner, Annemarie Fritzsche, Gitta Rost)                                                    |
| DDR-Einzelmeisterschaft         | 1965/1966 | Herreneinzel | 1     | Gottfried Seemann (Aktivist Tröbitz) |
| DDR-Einzelmeisterschaft         | 1965/1966 | Herrendoppel | 1     | Gottfried Seemann / Erich Wilde (Aktivist Tröbitz) |
| DDR-Einzelmeisterschaft         | 1965/1966 | Mixed        | 1     | Gottfried Seemann / Rita Gerschner (Aktivist Tröbitz) |
| DDR-Einzelmeisterschaft         | 1966/1967 | Herrendoppel | 1     | Gottfried Seemann / Erich Wilde (Aktivist Tröbitz) |
| DDR-Einzelmeisterschaft         | 1966/1967 | Mixed        | 1     | Gottfried Seemann / Rita Gerschner (Aktivist Tröbitz) |
| DDR-Mannschaftsmeisterschaft    | 1966/1967 | Mannschaft   | 1     | Aktivist Tröbitz (Gottfried Seemann, Joachim Schimpke, Erich Wilde, Klaus-Peter Färber, Klaus Katzor, Harry Deinert, Helfried Wunderlich, Gerhard Dietze, Ruth Mertzig, Rita Gerschner, Annemarie Fritzsche)         |
| DDR-Einzelmeisterschaft         | 1966/1967 | Herreneinzel | 1     | Gottfried Seemann (Aktivist Tröbitz) |
| DDR-Mannschaftsmeisterschaft    | 1967/1968 | Mannschaft   | 1     | Aktivist Tröbitz (Gottfried Seemann, Joachim Schimpke, Erich Wilde, Klaus-Peter Färber, Klaus Katzor, Ruth Mertzig, Annemarie Seemann, Rita Gerschner)                                                               |
| DDR-Mannschaftsmeisterschaft    | 1968/1969 | Mannschaft   | 1     | Aktivist Tröbitz (Gottfried Seemann, Joachim Schimpke, Erich Wilde, Klaus-Peter Färber, Klaus Katzor, Roland Riese, Harry Deinert, Ruth Mertzig, Rita Gerschner, Annemarie Seemann, Angelika Seifert, Monika Thiere) |
| DDR-Mannschaftsmeisterschaft    | 1969/1970 | Mannschaft   | 1     | Aktivist Tröbitz (Gottfried Seemann, Joachim Schimpke, Erich Wilde, Klaus-Peter Färber, Roland Riese, Klaus Katzor, Rita Gerschner, Monika Thiere, Annemarie Seemann)                                                |
| DDR-Mannschaftsmeisterschaft    | 1970/1971 | Mannschaft   | 1     | Aktivist Tröbitz (Gottfried Seemann, Werner Michael, Joachim Schimpke, Erich Wilde, Harry Deinert, Klaus-Peter Färber, Roland Riese, Klaus Katzor, Angelika Seifert, Monika Thiere, Rita Gerschner)                  |
| DDR-Mannschaftsmeisterschaft    | 1971/1972 | Mannschaft   | 2     | Fortschritt Tröbitz (Gottfried Seemann, Joachim Schimpke, Klaus-Peter Färber, Roland Riese, Klaus Katzor, Werner Michael, Rainer Skobowsky, Rita Gerschner, Angelika Seifert, Monika Thiere)                         |
| DDR-Mannschaftsmeisterschaft    | 1972/1973 | Mannschaft   | 2     | Fortschritt Tröbitz (Gottfried Seemann, Klaus-Peter Färber, Roland Riese, Klaus Katzor, Joachim Schimpke, Claus Cassens, Gerhard Riese, Monika Thiere, Angelika Seifert, Rita Gerschner)                             |
| DDR-Seniorenmeisterschaft AK I  | 1982/1983 | Herrendoppel | 2     | Joachim Schimpke / Gottfried Seemann (Fortschritt Tröbitz) |
| DDR-Seniorenmeisterschaft AK II | 1982/1983 | Herreneinzel | 2     | Gottfried Seemann (Fortschritt Tröbitz) |
| DDR-Seniorenmeisterschaft AK II | 1983/1984 | Herreneinzel | 2     | Gottfried Seemann (Fortschritt Tröbitz) |
| DDR-Seniorenmeisterschaft AK I  | 1983/1984 | Herrendoppel | 2     | Joachim Schimpke / Gottfried Seemann (Fortschritt Tröbitz) |